# Paredes de Nava
Paredes de Nava és una localitat i municipi de la comarca de Tierra de Campos a la província de Palència, Comunitat Autònoma de Castella i Lleó, Espanya.

## Economia
En l'actualitat una part important de la població activa treballa al sector terciari dintre o fora de la localitat. L'altra ocupació destacable i que està en progressiu declivi és l'agricultura i la ramaderia, amb indústries paral·leles de transformació de productes carnis, safareig de llanes, sitges de cereals o centres panificadores.
A més d'aquestes activitats es desenvolupen altres com indústria de terrissa i establiments turístics.

## Fills il·lustres
De la vila de Paredes de Nava han sorgit un nombre de personatges coneguts a escala nacional i internacional, destacant els artistes.
- Jorge Manrique, poeta del segle xv, conegut per la triaria Cobles per la mort del seu pare.
- Pedro Berruguete, pintor d'últims de segle xv. Les seves obres poden ser admirades tant a Espanya com al Louvre o Itàlia.
- Alonso Berruguete, escultor i pintor del segle xvi. A més té diverses obres poc conegudes de caràcter arquitectònic.
- Felipe Berrojo, arquitecte durant el barroc.
- Esteban Abril, pintor retratista del segle xx.
- Tomás Teresa León, Prevere i Cronista Oficial del segle XX

## Dades curioses
L'any 2006, la imatge triada per als dècims de la Loteria de Nadal va ser una reproducció de la Nativitat de Crist de Pedro Berruguete, un oli taula del segle xv, situada al tercer cos del Retaule Major de l'Església de Santa Eulàlia d'aquesta localitat